# Anna Boyksen
Anna Helene Koch (née Boyksen; Havendorfer Sand, Grão-Ducado de Oldemburgo, 11 de agosto de 1881 – 1920) foi a primeira mulher estudante de engenharia da Universidade Técnica de Munique.